# Харьянов, Александр Васильевич
Александр Васильевич Харьянов (27 мая 1879, Воронеж — 25 ноября 1919, Козлов, Тамбовская губерния) — российский шашист, шашечный композитор, теоретик, активный сотрудник шашечных изданий.

## Биография
6 июня 1901 года сыграл консультационную партию Харьянов, Шошин vs. Каулен, Оводов, Преображенский, Старостин, где впервые была применена жертва Шошина-Харьянова.
Харьянов исследовал Центральную партию, с игрой 1.cd4 dc5, 2. bc3 ed6, 3. cb4 где доказал проигрышность ответов 3…fe7, 3…de7, 3…fe5 («К теории дебютов», ж. «Шахматное обозрение», 1904, С.327-327; там же, 1909, С.399-340, 404—405, 465—468).
Автор 25 задач и более 100 этюдов.
Принимал участие в IV Всероссийском турнире (1901 год). Играл также в турецкие, столбовые шашки.
В 1908 году редактировал шашечный отдел в журнале «Открытка» (Калуга), в 109—1910 году вел шашечный отдел в «Шахматном обозрении», журнале П. П. Боброва.
Свой последний этюд Харьянов Александр Васильевич опубликовал в ноябре 1916 года в шашечном отделе «Литературных приложений» к «Ниве». 
Умер в Козлове 25 ноября 1919  от воспаления легких и захоронен в братской могиле.

## Участие в турнирах и шашечная композиция
В шашки играл с детских лет, около  15 - наряду с практической игрой увлекся, благодаря шашечным отделам, которые те времена были едва ли не в каждом журнале, шашечной композицией - вначале составлением задач, позже - этюдов.
Впервые задача Харьянова Александра Васильевича была напечатана в 1897 году в журнале «Шашки" П.Бодянского. Затем на страницах «Шашек» стали появляться и этюды начинающего композитора. Завязалась оживленная переписка с редактором. П.Бодянский, как обычно, поощрял молодого коллегу к более активной творческой работе, давал ценные советы, делился богатым опытом.
А через некоторое время состоялось их очное знакомство. Летом 1898 года, разъезжая по России в поисках шашечных талантов, Бодянский вместе с А. Оводовым побывал в Воронеже. Харьянов был несказанно рад этой встрече. Ему представилась возможность сразиться за доской с самим Оводовым — одним из сильнейших шашистов России. Они сыграли между собой два матча по 8 партий каждый.
В 4-х партиях победа была на стороне Харьянова Александра Васильевича, 3 закончились вничью. Это означало, что в России появился еще один сильный шашист-самородок. Все 16 партий П.Бодянский опубликовал в своем журнале. Харьянов Александр Васильевич начал приобретать всероссийскую известность.
В последующие годы он часто и успешно играл матчи с местными и заезжими шашистами, бывал в других городах, где встречался за доской с тамошними мастерами, принимал участие в турнирах по переписке. В мае 1899 года Харьянов Александр Васильевич посетил Киев и нанес «ответный визит» П.Бодянскому. и конечно же, сыграл с ним матч. Из 12 партий 4 выиграл, 6 свел вничью и только 2 проиграл. Возвращаясь домой, заехал в Курск, где встретился с местными шашечными знаменитостями - П.Холодовым и А.А.Савельевым. Общение с последним было особенно полезным: Савельев, как и Харьянов, увлекался шашечной композицией, и им было о чем поговорить.
В июле 1901 года Харьянов Александр Васильевич приехал в Москву, чтобы в числе 15 лучших шашистов России принять участие в очередном и, к сожалению, последнем, 4 Всероссийском турнире. Здесь он получил возможность впервые встретиться за доской с такими корифеями, как С.Воронцов, Ф.Каулен, А.Шошин, М.Иванов и др. К сожалению, выступление Харьянова на этом турнире успешным назвать нельзя: 3 победы, 12 ничьих и 13 поражений. В итоге последнее, 15-е место. Слабым утешением послужили ничья с победителем турнира С.Воронцовым и две ничьих со вторым призером А.Шошиным.
Его разработки дебютов, отличавшиеся глубиной анализа, охотно публиковали шашечные отделы различных журналов. Изучение дебютов помогало Харьянову Александру Васильевичу находить остроумные дебютные ловушки и комбинации.
И все же наибольшую известность среди любителей шашек Харьянов Александр Васильевич приобрел как шашечный композитор. За сравнительно небольшой период творческой деятельности (1897-1916 годы) им опубликовано 20 задач и 100 этюдов. Почти все они, а в особенности этюды, отличаются безупречным техническим совершенством, художественными и эстетическими достоинствами. Еще при жизни Харьянов был признан самым выдающимся после А.Шошина мастером шашечного этюда. Среди материалов, подготовленных им к печати перед смертью, был сборник всех составленных им этюдов, в который вошли 324 композиции. Александр Харьянов умер в 1919 году в Козлове от пневмонии.